# Suzanna Hamilton
Suzanna Hamilton (* 8. Februar 1960 in London) ist eine britische Schauspielerin. Ihre bisher bekannteste Rolle war die der Julia in der Verfilmung von George Orwells Roman 1984 aus dem Jahr 1984.

## Leben
Suzanna Hamilton wurde Anfang der 1970er Jahre im Alter von 12 Jahren von dem Filmemacher Claude Whatham in einem Kinder-Theater im Londoner Norden entdeckt. 1974 spielte sie ihre erste Hauptrolle in einem Film, dem auf einem Kinderbuch von Arthur Ransome basierenden Swallows and Amazones. Unter dem Namen Zanna Hamilton spielte sie die Rolle der Susan Walker, eine von vier Geschwistern, bekannt als the swallows, die im Sommer 1929 auf einen Bootsausflug im Lake District gehen. Whatham führte auch Regie in der BBC-Miniserie Disraeli (1978), in der sie die Prinzessin Alexandra spielte.
Suzanna Hamilton erhielt eine Schauspielausbildung auf der Anna Scher Theatre School und der Central School of Speech and Drama in London.
In ihrem ersten großen Kino-Film spielte sie Izz Huett, das liebeskranke Milchmädchen aus Dorset in Roman Polańskis Film Tess, nach dem Roman Tess of the d’Urbervilles von Thomas Hardy mit Nastassja Kinski in der Titelrolle.
Nachdem sie sich von der Mitwirkung in Kino-Filmen zurückgezogen hatte, widmete sie sich der Erziehung ihres Sohnes Lowell (* 1993). Gelegentlich tritt sie noch im Fernsehen auf und spielt Theater.

## Filmografie (Auswahl)
- 1974: Schwalben und Amazonen (Swallows and Amazons)
- 1978: Disraeli (Miniserie)
- 1979: Tess
- 1979: One Fine Day (Fernsehfilm)
- 1980: The Wildcats of St. Trinian’s
- 1982: Brimstone & Treacle
- 1983: Es geschah am See (A Pattern of Roses, Fernsehfilm)
- 1984: 1984 (Nineteen Eighty-Four)
- 1984: Goodie-Two-Shoes
- 1985: Jenseits von Afrika (Out of Africa)
- 1985: Wetherby
- 1986: Eine Frau geht ihren Weg (Johnny Bull, Fernsehfilm)
- 1986: Hold the Dream (Miniserie)
- 1987: Des Teufels Paradies
- 1987: Wish Me Luck (Fernsehserie, 8 Folgen)
- 1988: Die Stimme (The Voice)
- 1989: Saracen (Fernsehserie, eine Folge)
- 1989: Streetwise (Fernsehserie, 13 Folgen)
- 1989: Never Come Back (Miniserie)
- 1990: TECX (Fernsehserie, eine Folge)
- 1990: Murder East – Murder West (Fernsehfilm)
- 1991: Boon (Fernsehserie, eine Folge)
- 1991: The House of Bernarda Alba (Fernsehfilm)
- 1991: Inspektor Wexford ermittelt (Ruth Rendell Mysteries, Fernsehserie, 3 Folgen)
- 1992: Inspektor Morse, Mordkommission Oxford (Inspector Morse, Fernsehserie, Folge Absolute Conviction)
- 1992: A Masculine Ending (Fernsehfilm)
- 1992: Duell der Leidenschaften (Duel of Hearts, Fernsehfilm)
- 1992: Tale of a Vampire
- 1993–1994: Casualty (Fernsehserie, 16 Folgen)
- 1994; 1999: The Bill (Fernsehserie, 2 Folgen)
- 1995–1997: McCallum (Fernsehserie, 4 Folgen)
- 1996: A Relative Stranger (Fernsehfilm)
- 1997: Die Insel in der Vogelstraße (The Island on Bird Street)
- 1998: Jonathan Creek (Fernsehserie, eine Folge)
- 2004: New Tricks – Die Krimispezialisten (New Tricks, Fernsehserie, Folge 1x03)
- 2005: Benjamin’s Struggle (Kurzfilm)
- 2006: Jane Hall’s Big Bad Bus Ride (Fernsehserie, 6 Folgen)
- 2015, 2017: Doctors (Fernsehserie, 2 Folgen)
- 2016: Gerichtsmediziner Dr. Leo Dalton (Silent Witness, Fernsehserie, 2 Folgen)
- 2017: Strike (Fernsehserie, Folge 1x01)
- 2021: EastEnders (Fernsehserie, 4 Folgen)